# Витолд Пилецки
Витолд Пилецки (пољ. Witold Pilecki; Олонец, 13. мај 1901 — 25. мај 1948) је био пољски коњички официр, обавештајни агент и вођа у покрету отпора. Служио је као коњички официр у пољској армији током Пољско-совјетског рата и Другог светског рата. Пилецки је такође био кооснивач покрета отпора Тајна пољска армија, а кансије припадник Армије Крајове. Сачинио је Витолдов извештај, први потпуни обавештајни извештај о злочинима у концентрационом логору Аушвиц. Пилецки је био католик и пољски патриота који је своју борбу сматрао моралном и патриотском дужношћу.
Током Другог светског рата, Пилецки се добровољно пријавио за операцију пољског покрета оптора, која је подразумевала да буде заточен у концентрационом логору Аушвиц како би прикупљао обавештајне податке. Док је био у Аушвицу, организовао је покрет отпора унутар логора, чија бројност је достигла више стотина. Током боравка у Аушвицу, Пилецки је тајно слао поруке којима је информисао западне савезнике о нацистичким злочинима у логору. Побегао је из Аушвица у априлу 1943, након готово две и по године у логору. Пилецки се касније борио у Варшавском устанку од августа до октобра 1944. Остао је лојалан Пољској влади у егзилу након што су комунисти преузели Пољску. Тајна полиција га је 1947. ухапсила под оптужбом рада за „страни империјализам” (што се односило на његов рад за британску обавештајну службу). Након монтираног процеса, Пилецки је осуђен на смрт и стрељан 1948. Пољски комунистички режим је све до пада комунизма у Пољској 1989. сузбијао податке о његовим делима и судбини. Прича о Пилецком није постала широко позната до после 1990-их.
Пилецки се данас сматра „једним од највећих ратних хероја”. Главни рабин Пољске, Михаел Шудрих је у књизи Добровољац Аушвица: Више од храбрости: „Када је Бог стварао човека, Бог је у својим мислима сматрао да сви треба да будемо као капетан Витолд Пилецки, блажено сећање на њега”. Британски историчар Норман Дејвис је написао: „Ако је постојао савезнички херој који је заслужио да буде упамћен и слављен, онда ова особа има мало себи равних”. Рушард Шнепф, пољски амбасадор у Сједињеним Државама, је 2013. описао Пилецког као „дијаманта међу пољским јунацима” и „најсветлији пример пољског патриотизма”.

## Даља литература
- [Мемоари аушвица].
- [Добровољац за Аушвиц].   83-912000-3-5
- [Урбани падобранац].
- 83-86857-27-7
- 0-449-22599-2 репринт Time Life Education, 1993.  0-8094-8925-2 (види још преглед у Тајмсу[мртва веза])
- [Добровољац за Аушвиц].
- [Добровољац].   88-420-9188-X
- 1-55002-071-4,  978-1-55002-071-7
- (превод на енглески Јарека Гарлинског) The Auschwitz Volunteer: Beyond Bravery. Aquila Polonica, 2012.  978-1-60772-010-2,  978-1-60772-009-6
- („Капетан Пилецки, херој популарног канадског радијског програма”), Gwiazda Polarna, vol. 110, no. 20 (28. септембар), p. 21.
- 83-85209-42-5